# ألون وين
ألون وين (بالإنجليزية: Alun Wyn Jones) (و. 1985  م) هو لاعب اتحاد الرغبي بريطاني، ولد في سوانزي، مركز لعبه هو حامي الأجناب ‏.

## التعليم
تعلم في جامعة سوانسي.